# Mistrovství světa v orientačním běhu 2011
28. Mistrovství světa v orientačním běhu proběhlo ve dnech 13. — 20. srpna 2011. Mistrovství světa hostila Francie s centry ve městech Aix-les-Bains a Chambéry, jež leží v departmentu Savojsko a regionu Rhône-Alpes. Hlavním pořadatelem byla Francouzská asociace orientačního běhu. Šampionátu se zúčastnilo rekordních 484 závodníků z  55 zemí světa. Bojovalo se o čtyři sady medailí v kategorii mužů a kategorii žen. V roce 2011 byly tři individuální závody součástí světového poháru pro tento rok. Nejlépe se dařilo švédským orientačním běžcům, kteří získali celkem deset medailí, z toho tři zlaté, tři stříbrné a čtyři bronzové. Z českých reprezentantů byla nejúspěšnější Dana Brožková, která vybojovala dvě stříbrné medaile. Celkově nejúspěšnějším běžcem šampionátu se stal Francouz Thierry Gueorgiou se ziskem tří zlatých medailí.
Česká televize připravila ze závodů 30 minutový dokument.

## Program závodů
Program Mistrovství světa byl zveřejněn v souladu s Pravidly IOF v Bulletinu číslo čtyři :
| Den       | Závod                | Centrum závodu          |
| --------- | -------------------- | ----------------------- |
| 13. srpen | Kvalifikace – Long   | Saint–François–de–Sales |
| 14. srpen | Kvalifikace – Middle | Saint–François–de–Sales |
| 16. srpen | Kvalifikace – Sprint | Aix-les-Bains           |
| 16. srpen | Finále - Sprint      | Chambéry                |
| 17. srpen | Finále – Long        | La Féclaz               |
| 19. srpen | Finále – Middle      | La Féclaz               |
| 20. srpen | Finále – Štafety     | La Féclaz               |

## Závod ve sprintu
V dopoledních hodinách dne 14. srpna 2011 ve francouzském městě Aix-les-Bains proběhly kvalifikační závody ve sprintu. Běžely se tři kvalifikační závody mužů a tři závody žen, kdy do finálového závodu postoupilo 48 závodníků a 45 závodnic, což bylo nejlepších 16 mužů a 15 žen z jednotlivých kvalifikačních závodů. Kvalifikace se běžela v ulicích města Aix-les-Bains a v jeho přilehlém lesnatém okolí. V ženské kategorii své rozběhy vyhrály: Linnea Gustafssonová (Švédsko), Judith Wyderová (Švýcarsko) a Lena Eliassonová (Švédsko). V mužské kategorii své rozběhy vyhráli: Anders Holmberg (Švédsko), Matthias Müller (Švýcarsko) a Matthias Kyburz (Švýcarsko). Kvalifikace se zúčastnilo 6 českých reprezentantů a do finále postoupili všichni.

### Výsledky sprintu

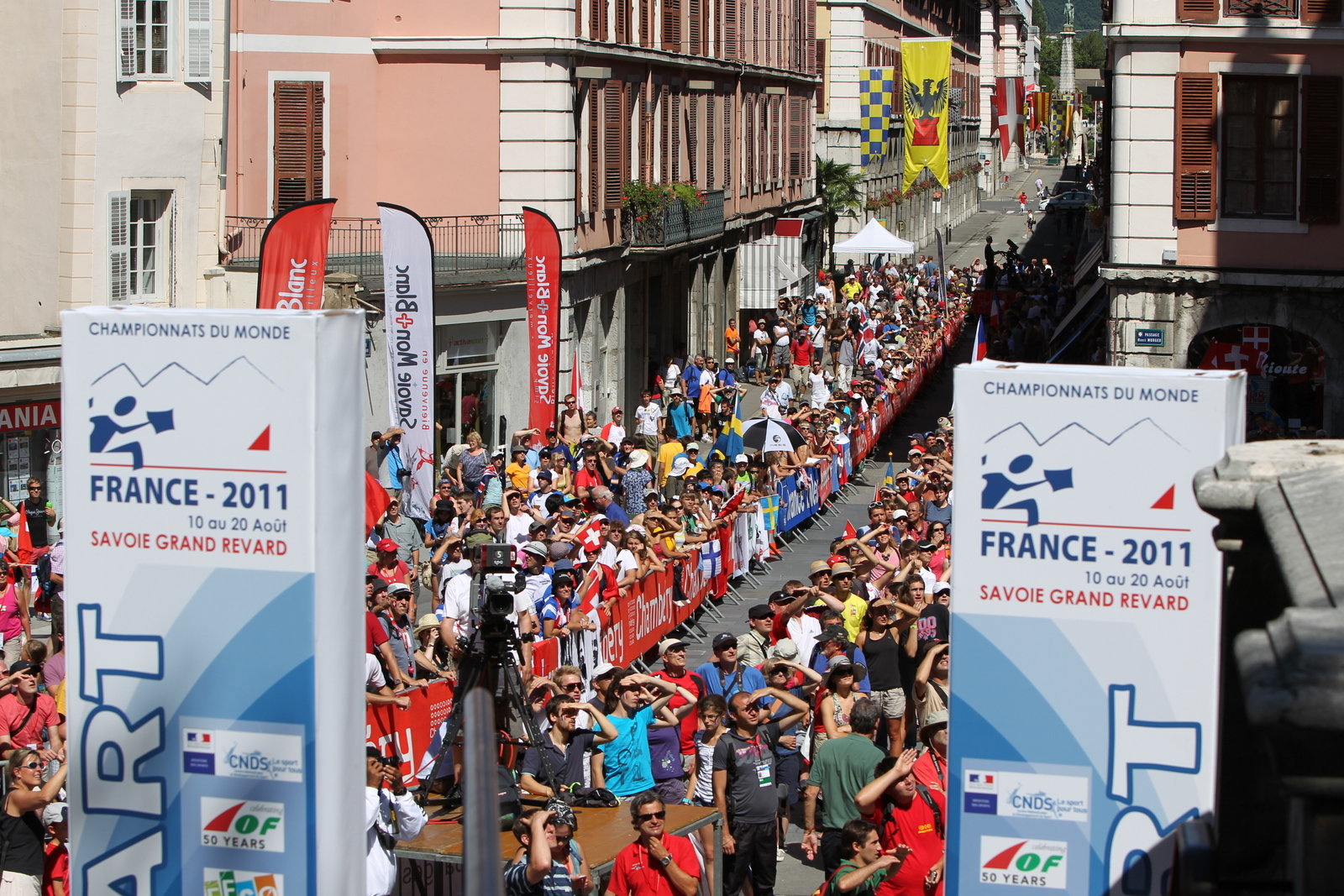
Doběhová aréna sprintu ve městě Chambéry.

| Muži                                                                  | Muži                                                                  | Muži                                                                  | Muži                                                                  | Muži                                                                  | Ženy                                                                  | Ženy                                                                  | Ženy                                                                  | Ženy                                                                  | Ženy                                                                  |
| --------------------------------------------------------------------- | --------------------------------------------------------------------- | --------------------------------------------------------------------- | --------------------------------------------------------------------- | --------------------------------------------------------------------- | --------------------------------------------------------------------- | --------------------------------------------------------------------- | --------------------------------------------------------------------- | --------------------------------------------------------------------- | --------------------------------------------------------------------- |
| - 2,5 km, 20 kontrol, 25m převýšení - mapa: Chambéry 1 : 4000 E 2,5 m | - 2,5 km, 20 kontrol, 25m převýšení - mapa: Chambéry 1 : 4000 E 2,5 m | - 2,5 km, 20 kontrol, 25m převýšení - mapa: Chambéry 1 : 4000 E 2,5 m | - 2,5 km, 20 kontrol, 25m převýšení - mapa: Chambéry 1 : 4000 E 2,5 m | - 2,5 km, 20 kontrol, 25m převýšení - mapa: Chambéry 1 : 4000 E 2,5 m | - 2,2 km, 19 kontrol, 25m převýšení - mapa: Chambéry 1 : 4000 E 2,5 m | - 2,2 km, 19 kontrol, 25m převýšení - mapa: Chambéry 1 : 4000 E 2,5 m | - 2,2 km, 19 kontrol, 25m převýšení - mapa: Chambéry 1 : 4000 E 2,5 m | - 2,2 km, 19 kontrol, 25m převýšení - mapa: Chambéry 1 : 4000 E 2,5 m | - 2,2 km, 19 kontrol, 25m převýšení - mapa: Chambéry 1 : 4000 E 2,5 m |
| Umístění                                                              | Země                                                                  | Jméno                                                                 | Čas                                                                   | Ztráta                                                                | Umístění                                                              | Země                                                                  | Jméno                                                                 | Čas                                                                   | Ztráta                                                                |
|                                                                       | Švýcarsko                                                             | Daniel Hubmann                                                        | 13:11                                                                 |                                                                       |                                                                       | Švédsko                                                               | Linnea Gustafssonová                                                  | 13:14                                                                 |                                                                       |
|                                                                       | Švédsko                                                               | Anders Holmberg                                                       | 13:37                                                                 | +0:26                                                                 |                                                                       | Švédsko                                                               | Helena Janssonová                                                     | 13:22                                                                 | +0:08                                                                 |
|                                                                       | Švýcarsko                                                             | Matthias Müller                                                       | 13:41                                                                 | +0:29                                                                 |                                                                       | Švédsko                                                               | Lena Eliassonová                                                      | 13:28                                                                 | +0:14                                                                 |
| 4.                                                                    | Velká Británie                                                        | Graham Gristwood                                                      | 13:58                                                                 | +0:47                                                                 | 4.                                                                    | Dánsko                                                                | Maja Almová                                                           | 13:54                                                                 | +0:40                                                                 |
| 5.                                                                    | Rumunsko                                                              | Ionut Zinca                                                           | 14:05                                                                 | +0:53                                                                 | 5.                                                                    | Rusko                                                                 | Anastasija Tichonovová                                                | 14:00                                                                 | +0:46                                                                 |
| 6.                                                                    | Švýcarsko                                                             | Matthias Merz                                                         | 14:07                                                                 | +0:55                                                                 | 6.                                                                    | Finsko                                                                | Anni-Maija Finckeová                                                  | 14:01                                                                 | +0:46                                                                 |
| Oficiální výsledky : muži a ženy                                      |                                                                       |                                                                       |                                                                       |                                                                       |                                                                       |                                                                       |                                                                       |                                                                       |                                                                       |

## Závod na krátké trati (Middle)

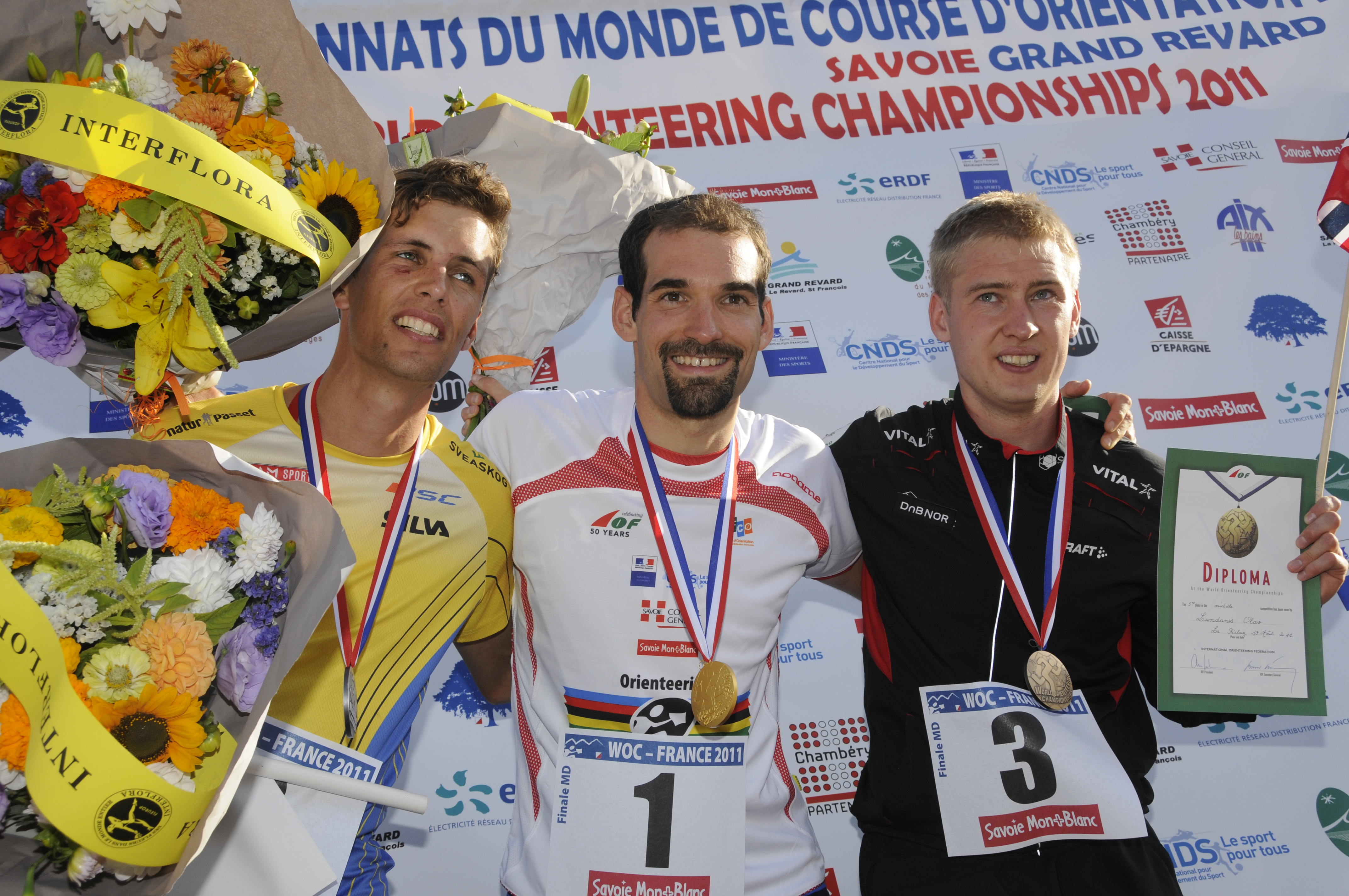
Vítězná trojice mužů ze závodu na krátké trati.
(zleva:Peter Öberg, Thierry Gueorgiou, Olav Lundanes)

### Výsledky závodu na krátké trati (Middle)
| Muži                                                                | Muži                                                                | Muži                                                                | Muži                                                                | Muži                                                                | Ženy                                                                | Ženy                                                                | Ženy                                                                | Ženy                                                                | Ženy                                                                |
| ------------------------------------------------------------------- | ------------------------------------------------------------------- | ------------------------------------------------------------------- | ------------------------------------------------------------------- | ------------------------------------------------------------------- | ------------------------------------------------------------------- | ------------------------------------------------------------------- | ------------------------------------------------------------------- | ------------------------------------------------------------------- | ------------------------------------------------------------------- |
| - 5,4 km, 21 kontrol, 315m převýšení - mapa: Lachat 1 : 10000 E 5 m | - 5,4 km, 21 kontrol, 315m převýšení - mapa: Lachat 1 : 10000 E 5 m | - 5,4 km, 21 kontrol, 315m převýšení - mapa: Lachat 1 : 10000 E 5 m | - 5,4 km, 21 kontrol, 315m převýšení - mapa: Lachat 1 : 10000 E 5 m | - 5,4 km, 21 kontrol, 315m převýšení - mapa: Lachat 1 : 10000 E 5 m | - 3,8 km, 16 kontrol, 260m převýšení - mapa: Lachat 1 : 10000 E 5 m | - 3,8 km, 16 kontrol, 260m převýšení - mapa: Lachat 1 : 10000 E 5 m | - 3,8 km, 16 kontrol, 260m převýšení - mapa: Lachat 1 : 10000 E 5 m | - 3,8 km, 16 kontrol, 260m převýšení - mapa: Lachat 1 : 10000 E 5 m | - 3,8 km, 16 kontrol, 260m převýšení - mapa: Lachat 1 : 10000 E 5 m |
| Umístění                                                            | Země                                                                | Jméno                                                               | Čas                                                                 | Ztráta                                                              | Umístění                                                            | Země                                                                | Jméno                                                               | Čas                                                                 | Ztráta                                                              |
|                                                                     | Francie                                                             | Thierry Gueorgiou                                                   | 34:38                                                               |                                                                     |                                                                     | Švédsko                                                             | Helena Janssonová                                                   | 33:10                                                               |                                                                     |
|                                                                     | Švédsko                                                             | Peter Öberg                                                         | 36:59                                                               | +2:21                                                               |                                                                     | Dánsko                                                              | Ida Bobachová                                                       | 34:26                                                               | +1:16                                                               |
|                                                                     | Norsko                                                              | Olav Lundanes                                                       | 37:01                                                               | +2:23                                                               |                                                                     | Švýcarsko                                                           | Judith Wyderová                                                     | 35:11                                                               | +2:01                                                               |
| 4.                                                                  | Ukrajina                                                            | Oleksandr Kratov                                                    | 37:30                                                               | +2:52                                                               | 4.                                                                  | Finsko                                                              | Minna Kauppiová                                                     | 35:19                                                               | +2:09                                                               |
| 5.                                                                  | Litva                                                               | Jonas Gvildys Vytautas                                              | 37:45                                                               | +3:07                                                               | 5.                                                                  | Rusko                                                               | Natalia Vinogradová                                                 | 35:28                                                               | +2:18                                                               |
| 6.                                                                  | Francie                                                             | François Gonon                                                      | 37:46                                                               | +3:08                                                               | 6.                                                                  | Dánsko                                                              | Maja Almová                                                         | 35:31                                                               | +2:21                                                               |
| Oficiální výsledky : muži a ženy                                    |                                                                     |                                                                     |                                                                     |                                                                     |                                                                     |                                                                     |                                                                     |                                                                     |                                                                     |

## Závod na klasické trati (Long)

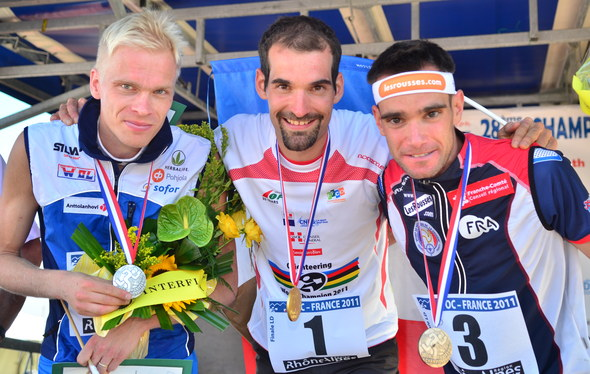
Vítězná trojice mužů ze závodu na klasické trati.
(zleva:Pasi Ikonen, Thierry Gueorgiou, François Gonon)

### Výsledky závodu na klasické trati (Long)
| Muži                                                                              | Muži                                                                              | Muži                                                                              | Muži                                                                              | Muži                                                                              | Ženy                                                                              | Ženy                                                                              | Ženy                                                                              | Ženy                                                                              | Ženy                                                                              |
| --------------------------------------------------------------------------------- | --------------------------------------------------------------------------------- | --------------------------------------------------------------------------------- | --------------------------------------------------------------------------------- | --------------------------------------------------------------------------------- | --------------------------------------------------------------------------------- | --------------------------------------------------------------------------------- | --------------------------------------------------------------------------------- | --------------------------------------------------------------------------------- | --------------------------------------------------------------------------------- |
| - 15,8 km, 31 kontrol, 690m převýšení - mapa: La croix du nivolet 1 : 15000 E 5 m | - 15,8 km, 31 kontrol, 690m převýšení - mapa: La croix du nivolet 1 : 15000 E 5 m | - 15,8 km, 31 kontrol, 690m převýšení - mapa: La croix du nivolet 1 : 15000 E 5 m | - 15,8 km, 31 kontrol, 690m převýšení - mapa: La croix du nivolet 1 : 15000 E 5 m | - 15,8 km, 31 kontrol, 690m převýšení - mapa: La croix du nivolet 1 : 15000 E 5 m | - 10,3 km, 21 kontrol, 445m převýšení - mapa: La croix du nivolet 1 : 15000 E 5 m | - 10,3 km, 21 kontrol, 445m převýšení - mapa: La croix du nivolet 1 : 15000 E 5 m | - 10,3 km, 21 kontrol, 445m převýšení - mapa: La croix du nivolet 1 : 15000 E 5 m | - 10,3 km, 21 kontrol, 445m převýšení - mapa: La croix du nivolet 1 : 15000 E 5 m | - 10,3 km, 21 kontrol, 445m převýšení - mapa: La croix du nivolet 1 : 15000 E 5 m |
| Umístění                                                                          | Země                                                                              | Jméno                                                                             | Čas                                                                               | Ztráta                                                                            | Umístění                                                                          | Země                                                                              | Jméno                                                                             | Čas                                                                               | Ztráta                                                                            |
|                                                                                   | Francie                                                                           | Thierry Gueorgiou                                                                 | 1:47:29                                                                           |                                                                                   |                                                                                   | Švédsko                                                                           | Annika Billstamová                                                                | 1:22:26                                                                           |                                                                                   |
|                                                                                   | Finsko                                                                            | Pasi Ikonen                                                                       | 1:51:56                                                                           | +4:27                                                                             |                                                                                   | Česko                                                                             | Dana Brožková                                                                     | 1:26:54                                                                           | +4:28                                                                             |
|                                                                                   | Francie                                                                           | François Gonon                                                                    | 1:53:35                                                                           | +6:06                                                                             |                                                                                   | Švédsko                                                                           | Helena Janssonová                                                                 | 1:29:55                                                                           | +7:29                                                                             |
| 4.                                                                                | Švýcarsko                                                                         | Baptiste Rollier                                                                  | 1:55:26                                                                           | +7:57                                                                             | 4.                                                                                | Česko                                                                             | Eva Juřeníková                                                                    | 1:30:58                                                                           | +8:32                                                                             |
| 5.                                                                                | Švýcarsko                                                                         | Daniel Hubmann                                                                    | 1:57:05                                                                           | +9:36                                                                             | 5.                                                                                | Norsko                                                                            | Heidi Østlid Bagstevoldová                                                        | 1:31:57                                                                           | +9:31                                                                             |
| 6.                                                                                | Švédsko                                                                           | Olle Boström                                                                      | 1:57:40                                                                           | +10:11                                                                            | 6.                                                                                | Finsko                                                                            | Anni-Maija Finckeová                                                              | 1:34:06                                                                           | +11:40                                                                            |
| Oficiální výsledky : muži a ženy[nedostupný zdroj]                                |                                                                                   |                                                                                   |                                                                                   |                                                                                   |                                                                                   |                                                                                   |                                                                                   |                                                                                   |                                                                                   |

## Štafetový závod

### Výsledky štafetového závodu
| Muži | Muži | Muži | Muži | Muži | Ženy | Ženy | Ženy | Ženy | Ženy |
| --- | --- | --- | --- | --- | --- | --- | --- | --- | --- |
| - 1. úsek: 5,4 km, 17 kontrol, 240m převýšení - 2. úsek: 5,4 km, 17 kontrol, 240m převýšení - 3. úsek: 5,8 km, 19 kontrol, 250m převýšení - mapa: La Féclaz 1: 10 000 E 5 m | - 1. úsek: 5,4 km, 17 kontrol, 240m převýšení - 2. úsek: 5,4 km, 17 kontrol, 240m převýšení - 3. úsek: 5,8 km, 19 kontrol, 250m převýšení - mapa: La Féclaz 1: 10 000 E 5 m | - 1. úsek: 5,4 km, 17 kontrol, 240m převýšení - 2. úsek: 5,4 km, 17 kontrol, 240m převýšení - 3. úsek: 5,8 km, 19 kontrol, 250m převýšení - mapa: La Féclaz 1: 10 000 E 5 m | - 1. úsek: 5,4 km, 17 kontrol, 240m převýšení - 2. úsek: 5,4 km, 17 kontrol, 240m převýšení - 3. úsek: 5,8 km, 19 kontrol, 250m převýšení - mapa: La Féclaz 1: 10 000 E 5 m | - 1. úsek: 5,4 km, 17 kontrol, 240m převýšení - 2. úsek: 5,4 km, 17 kontrol, 240m převýšení - 3. úsek: 5,8 km, 19 kontrol, 250m převýšení - mapa: La Féclaz 1: 10 000 E 5 m | - 1. úsek: 3,9 km, 15 kontrol, 195m převýšení - 2. úsek: 3,9 km, 15 kontrol, 195m převýšení - 3. úsek: 4,2 km, 16 kontrol, 200m převýšení - mapa: La Féclaz 1: 10 000 E 5 m | - 1. úsek: 3,9 km, 15 kontrol, 195m převýšení - 2. úsek: 3,9 km, 15 kontrol, 195m převýšení - 3. úsek: 4,2 km, 16 kontrol, 200m převýšení - mapa: La Féclaz 1: 10 000 E 5 m | - 1. úsek: 3,9 km, 15 kontrol, 195m převýšení - 2. úsek: 3,9 km, 15 kontrol, 195m převýšení - 3. úsek: 4,2 km, 16 kontrol, 200m převýšení - mapa: La Féclaz 1: 10 000 E 5 m | - 1. úsek: 3,9 km, 15 kontrol, 195m převýšení - 2. úsek: 3,9 km, 15 kontrol, 195m převýšení - 3. úsek: 4,2 km, 16 kontrol, 200m převýšení - mapa: La Féclaz 1: 10 000 E 5 m | - 1. úsek: 3,9 km, 15 kontrol, 195m převýšení - 2. úsek: 3,9 km, 15 kontrol, 195m převýšení - 3. úsek: 4,2 km, 16 kontrol, 200m převýšení - mapa: La Féclaz 1: 10 000 E 5 m |
| Umístění | Země | Jméno | Čas | Ztráta | Umístění | Země | Jméno | Čas | Ztráta |
| | Francie | Philippe Adamski François Gonon Thierry Gueorgiou | 1:53:48 | | | Finsko | Anni-Maija Finckeová Merja Rantanenová Minna Kauppiová | 1:42:42 | |
| | Norsko | Carl Waaler Kaas Anders Nordberg Olav Lundanes | 1:57:52 | +4:04 | | Česko | Martina Zvěřinová Eva Juřeníková Dana Brožková | 1:42:43 | +0:01 |
| | Švédsko | Anders Holmberg Olle Boström David Andersson | 1:58:03 | +4:15 | | Švédsko | Helena Janssonová Tove Alexanderssonová Annika Billstamová | 1:42:44 | +0:02 |
| 4. | Švýcarsko | Matthias Merz Fabian Hertner Daniel Hubmann | 1:58:35 | +4:47 | 4. | Norsko | Mari Fastingová Heidi Østlid Bagstevoldová Marianne Andersenová | 1:43:38 | +0:56 |
| 5. | Rusko | Andrej Chramov Dmitrij Cvetkov Alexej Bortnik | 2:03:12 | +9:24 | 5. | Dánsko | Ida Bobachová Signe Søesová Maja Almová | 1:43:45 | +1:03 |
| 6. | Litva | Vilius Aleliunas Simonas Krepsta Jonas Gvildys Vytautas | 2:03:19 | +9:31 | 6. | Estonsko | Grete Gutmannová Liis Johansonová Annika Rihmaová | 1:43:59 | +1:17 |
| Oficiální výsledky: muži i ženy[nedostupný zdroj] | | | | | | | | | |

## Česká seniorská reprezentace na MS

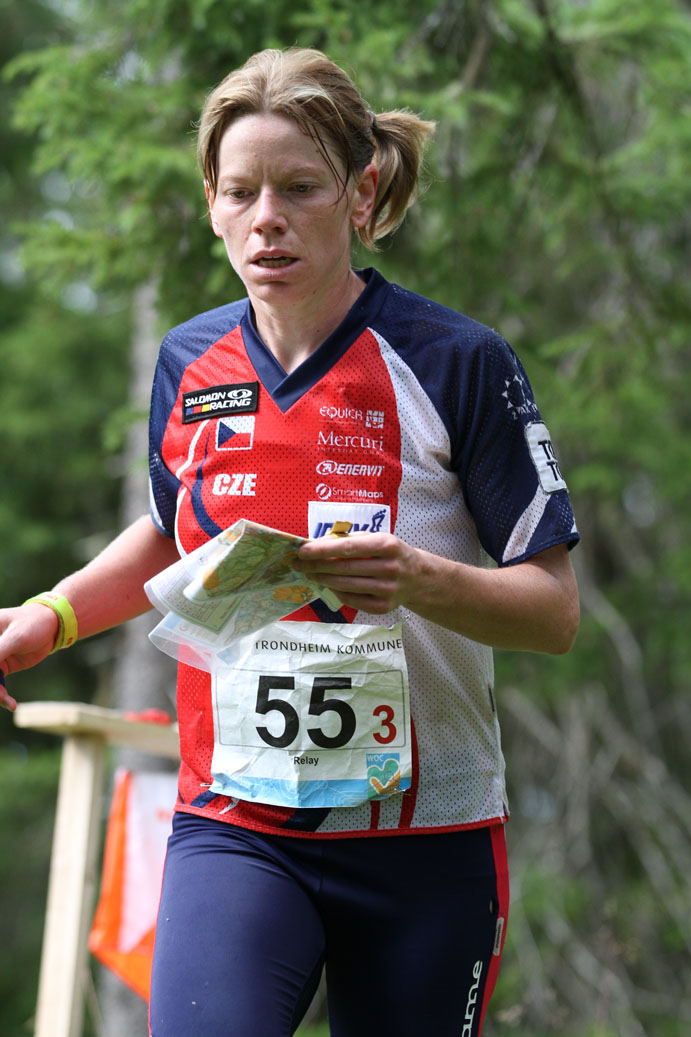
Z českých reprezentantů nejlépe zaběhla se ziskem dvou stříbrných medailí Dana Brožková.

Nominační závody české reprezentace se konaly 1. – 3. července 2011 v  okolí francouzského města Annecy.
| Muži                       | Muži                                            | Muži                       | Muži                       | Muži                       | Muži                       | Ženy                        | Ženy                                           | Ženy                        | Ženy                        | Ženy                        | Ženy                        |
| -------------------------- | ----------------------------------------------- | -------------------------- | -------------------------- | -------------------------- | -------------------------- | --------------------------- | ---------------------------------------------- | --------------------------- | --------------------------- | --------------------------- | --------------------------- |
| - Umístění českých seniorů | - Umístění českých seniorů                      | - Umístění českých seniorů | - Umístění českých seniorů | - Umístění českých seniorů | - Umístění českých seniorů | - Umístění českých seniorek | - Umístění českých seniorek                    | - Umístění českých seniorek | - Umístění českých seniorek | - Umístění českých seniorek | - Umístění českých seniorek |
| Jméno                      | Info                                            | Sprint                     | Middle                     | Long                       | Štafety                    | Jméno                       | Info                                           | Sprint                      | Middle                      | Long                        | Štafety                     |
| Tomáš Dlabaja              | nar. 1983 (28 let) Oddíl: TJ Turnov             | 31. místo                  | X                          | X                          | 12. místo                  | Dana Brožková               | nar. 1981 (30 let) Oddíl: SC Jičín             | X                           | 14. místo                   | 2. místo                    | 2. místo                    |
| Adam Chromý                | nar. 1988 (23 let) Oddíl: SK Žabovřesky Brno    | X                          | 36. místo                  | X                          | 12. místo                  | Iveta Duchová               | nar. 1986 (25 let) Oddíl: Lokomotiva Pardubice | 25. místo                   | 16. místo                   | X                           | X                           |
| Štěpán Kodeda              | nar. 1988 (23 let) Oddíl: Sportcentrum Jičín    | 18. místo                  | X                          | Kval.                      | X                          | Eva Juřeníková              | nar. 1978 (33 let) Oddíl: Domnarvets GoIF      | 10. místo                   | X                           | 4. místo                    | 2. místo                    |
| Jan Procházka              | nar. 1984 (27 let) Oddíl: Praga Praha           | 8. místo                   | 32. místo                  | X                          | 12. místo                  | Monika Topinková            | nar. 1980 (31 let) Oddíl: OK 99 Hradec Králové | 44. místo                   | X                           | X                           | X                           |
| Daniel Hájek               | nar. 1989 (22 let) Oddíl: SK Žabovřesky Brno    | X                          | X                          | 40. místo                  | X                          | Martina Zvěřinová           | nar. 1983 (28 let) Oddíl: Lokomotiva Pardubice | X                           | 22. místo                   | DSQ                         | 2. místo                    |
| Jan Šedivý                 | nar. 1984 (27 let) Oddíl: Praga Praha           | X                          | X                          | 27. místo                  | X                          |                             |                                                |                             |                             |                             |                             |
| Eduard Šmehlík             | nar. 1987 (24 let) Oddíl: Slavia Hradec Králové | X                          | Kval.                      | X                          | X                          |                             |                                                |                             |                             |                             |                             |

## Medailová klasifikace podle zemí

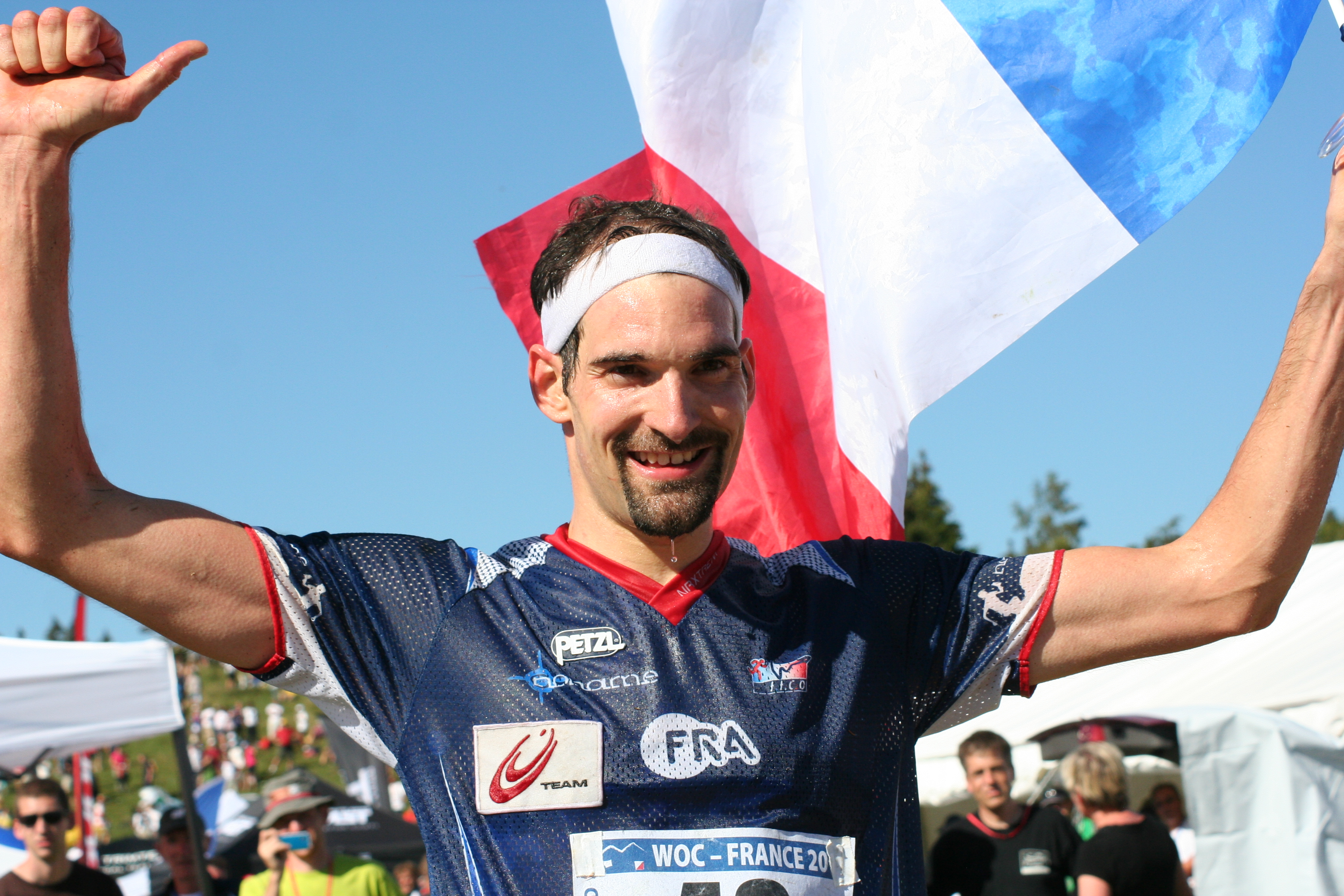
Nejúspěšnějším závodníkem se třemi zlatými medailemi se stal Francouz Thierry Gueorgiou

Medaili na Mistrovství Evropy získali závodníci ze sedmi různých národů. Běžci ze Švédska vybojovali pro svou zemi nejvíce medailí a to rovných deset z dvaceti-šesti možných (3 zlata, 3 stříbra, 4 bronzy). Nejúspěšnější ženou se stala Švédka Helena Janssonová se čtyřmi cennými kovy. V kategorii mužů byl nejúspěšnější Francouz Thierry Gueorgiou se třemi zlatými medailemi. Na druhém místě se umístilo Švédsko se ziskem čtyř medailí (3 zlata, 1 bronz) a třetí skončilo Finsko s dvěma medailemi (1 zlato, 1 stříbro).
Úplná medailová tabulka:
| Medailová klasifikace podle zemí | Medailová klasifikace podle zemí | Medailová klasifikace podle zemí | Medailová klasifikace podle zemí | Medailová klasifikace podle zemí | Medailová klasifikace podle zemí |
| Umístění                         | Země                             | Zlato                            | Stříbro                          | Bronz                            | Součet                           |
| -------------------------------- | -------------------------------- | -------------------------------- | -------------------------------- | -------------------------------- | -------------------------------- |
|                                  | Švédsko                          | 3                                | 3                                | 4                                | 10                               |
|                                  | Francie                          | 3                                | -                                | 1                                | 4                                |
|                                  | Finsko                           | 1                                | 1                                | -                                | 2                                |
| 4.                               | Švýcarsko                        | 1                                | -                                | 2                                | 3                                |
| 5.                               | Česko                            | -                                | 2                                | -                                | 2                                |
| 6.                               | Norsko                           | -                                | 1                                | 1                                | 2                                |
| 7.                               | Dánsko                           | -                                | 1                                | -                                | 1                                |